# Persone di nome Diogo
| Questa pagina contiene informazioni ricavate automaticamente dalle voci biografiche con l'ausilio del template Bio e di un bot. L'aggiornamento è periodico e automatico e ricostruisce completamente la pagina. Se manca una persona in questa lista, sei pregato di non aggiungerla, ma accertati piuttosto che la sua voce biografica contenga il template Bio e che i dati anagrafici siano correttamente compilati. Se il template Bio manca, inseriscilo tu stesso o, in alternativa, metti l'avviso {{tmp\|Bio}} che ne segnala la mancanza. Se i dati riportati sono sbagliati, correggi direttamente la voce biografica; le modifiche saranno visibili in questa lista entro pochi giorni. Per chiarimenti vedi il progetto antroponimi. La lista contiene solo le 74 persone che sono citate nell'enciclopedia e per le quali è stato implementato correttamente il template Bio. Pagina aggiornata al 22 lug 2025. |

Questa è una lista di persone presenti nell'enciclopedia che hanno il nome Diogo, suddivise per attività principale.

## Architetti(1)
- Diogo Boitaca, architetto portoghese (Batalha, † 1527)

## Astisti(1)
- Diogo Ferreira, astista portoghese (Queluz, n. 1990)

## Attori(1)
- Diogo Morgado, attore portoghese (Lisbona, n. 1981)

## Calciatori(44)
- Diogo Almeida, calciatore portoghese (Mortágua, n. 2000)
- Diogo Amado, calciatore portoghese (Lagos, n. 1990)
- Diogo Barbosa, calciatore brasiliano (Terra Nova do Norte, n. 1992)
- Diogo Batista, calciatore brasiliano (Pedras de Maria da Cruz, n. 2003)
- Diogo Campos Gomes, ex calciatore brasiliano (Miranorte, n. 1990)
- Diogo Costa, calciatore portoghese (Rothrist, n. 1999)
- Diogo Antunes de Oliveira, ex calciatore brasiliano (Arapongas, n. 1986)
- Diogo Fonseca, calciatore portoghese (Viseu, n. 2002)
- Diogo Figueiras, calciatore portoghese (Castanheira do Ribatejo, n. 1991)
- Diogo Fonseca, ex calciatore portoghese (Ponta Delgada, n. 1984)
- Diogo José Gonçalves da Silva, calciatore brasiliano (Cuiabá, n. 1986)
- Diogo Gonçalves, calciatore portoghese (Almodôvar, n. 1997)
- Diogo Miguel Guedes Almeida, calciatore portoghese (Santa Maria da Feira, n. 1998)
- Diogo Guzmán, calciatore argentino (Lomas de Zamora, n. 2005)
- Hereda, calciatore brasiliano (Camaçari, n. 1998)
- Diogo Jota, calciatore portoghese (Porto, n. 1996 - Cernadilla, † 2025)
- Diogo Leite, calciatore portoghese (Porto, n. 1999)
- Diogo Luis Santo, ex calciatore brasiliano (San Paolo, n. 1987)
- Diogo Travassos, calciatore portoghese (Lisbona, n. 2004)
- Diogo Matos, ex calciatore portoghese (Lisbona, n. 1975)
- Diogo Jefferson Mendes de Melo, ex calciatore brasiliano (União dos Palmares, n. 1984)
- Diogo Pimentel, calciatore portoghese (Alentejo, n. 1997)
- Diogo Pinto, calciatore portoghese (Tomar, n. 1999)
- Diogo Queirós, calciatore portoghese (Matosinhos, n. 1999)
- Diogo Rangel, calciatore brasiliano (San Paolo, n. 1991)
- Diogo Rincón, ex calciatore brasiliano (Porto Alegre, n. 1980)
- Rochinha, calciatore portoghese (Espinho, n. 1995)
- Diogo Alexis Rodrigues Coelho, calciatore portoghese (Ponta do Sol, n. 1993)
- Diogo Rosado, calciatore portoghese (Peniche, n. 1990)
- Diogo Salomão, calciatore portoghese (Amadora, n. 1988)
- Diogo Douglas Santos Andrade Barbosa, ex calciatore brasiliano (Estância, n. 1984)
- Diogo Nascimento, calciatore portoghese (Leiria, n. 2002)
- Diogo Santos, ex calciatore portoghese (Vila Franca de Xira, n. 1984)
- Diogo Silvestre Bittencourt, ex calciatore brasiliano (Paranavaí, n. 1989)
- Diogo Tavares, ex calciatore portoghese (Lisbona, n. 1987)
- Diogo Tomas, calciatore finlandese (Oulu, n. 1997)
- Diogo Valente, calciatore portoghese (Aveiro, n. 1984)
- Diogo Verdasca, calciatore portoghese (Guimarães, n. 1996)
- Diogo Viana, calciatore portoghese (Lagos, n. 1990)
- Diogo da Silva Farias, calciatore brasiliano (Três Corações, n. 1990)
- Diogo Mendes, calciatore portoghese (Faro, n. 1998)
- Diogo Mateus, calciatore brasiliano (San Paolo, n. 1993)
- Diogo de Oliveira Barbosa, calciatore brasiliano (San Paolo, n. 1996)
- Diogo Calila, calciatore portoghese (Seixal, n. 1998)

## Cantanti(2)
- Syro, cantante portoghese (Lisbona, n. 1995)
- Diogo Piçarra, cantante portoghese (Faro, n. 1990)

## Cestisti(1)
- Diogo Ventura, cestista portoghese (Almada, n. 1994)

## Esploratori(4)
- Diogo Cão, esploratore portoghese (n. 1450 - † 1486)
- Caramuru, esploratore portoghese (Viana do Castelo, n. 1475 - † 1557)
- Diogo Lopes de Sequeira, esploratore e ammiraglio portoghese (Alandroal, n. 1465 - Alandroal, † 1530)
- Diogo de Silves, esploratore portoghese

## Ginnasti(1)
- Diogo Ganchinho, ginnasta portoghese (Benavente, n. 1987)

## Hockeisti su pista(2)
- Diogo Neves, hockeista su pista portoghese (Almeirim, n. 1994)
- Diogo Rafael, hockeista su pista portoghese (Alcobaça, n. 1989)

## Letterati(1)
- Diogo Andrada de Paiva, letterato portoghese (Lisbona, n. 1576 - † 1660)

## Navigatori(1)
- Diogo Dias, navigatore portoghese

## Nuotatori(2)
- Diogo Carvalho, nuotatore portoghese (Coimbra, n. 1988)
- Diogo Ribeiro, nuotatore portoghese (Coimbra, n. 2004)

## Pallavolisti(1)
- Diogo Fevereiro, pallavolista portoghese (Lisbona, n. 2005)

## Piloti di rally(1)
- Diogo Salvi, pilota di rally portoghese (n. 1969)

## Piloti motociclistici(1)
- Diogo Moreira, pilota motociclistico brasiliano (San Paolo, n. 2004)

## Pistard(1)
- Diogo Narciso, pistard e ciclista su strada portoghese (Gondomar, n. 2001)

## Pittori(1)
- Diogo de Contreiras, pittore portoghese († 1570)

## Poeti(1)
- Diogo Bernardes, poeta portoghese (Ponte da Barca, n. 1530 - † 1605)

## Politici(2)
- Diogo Antônio Feijó, politico brasiliano (San Paolo, n. 1784 - † 1853)
- Diogo Freitas do Amaral, politico portoghese (Póvoa de Varzim, n. 1941 - Cascais, † 2019)

## Rapper(1)
- Baco Exu do Blues, rapper e cantante brasiliano (Salvador, n. 1996)

## Sovrani(1)
- Diogo I del Congo, re († 1561)

## Storici(2)
- Diogo de Vasconcelos, storico e politico brasiliano (Mariana, n. 1843 - Belo Horizonte, † 1927)
- Diogo do Couto, storico portoghese (Lisbona, n. 1542 - Goa, † 1616)

## Teologi(1)
- Diogo Andrada de Paiva, teologo portoghese (Coimbra, n. 1528 - Lisbona, † 1575)